# 1980年夏季残疾人奥林匹克运动会丹麦代表团
1980年夏季残疾人奥林匹克运动会丹麦代表团是丹麦派出的1980年夏季残疾人奥林匹克运动会代表团。获得6枚金牌、4枚银牌和7枚铜牌。